# Coca (kommunhuvudort)
Coca är en kommunhuvudort i Spanien.   Den ligger i provinsen Provincia de Segovia och regionen Kastilien och Leon, i den centrala delen av landet, 110 km nordväst om huvudstaden Madrid. Coca ligger 789 meter över havet och antalet invånare är 2 042.
Terrängen runt Coca är platt, och sluttar norrut. Runt Coca är det ganska glesbefolkat, med 24 invånare per kvadratkilometer. Närmaste större samhälle är Iscar, 16,0 km norr om Coca. Trakten runt Coca består till största delen av jordbruksmark.